# Alston Wise
Joseph Alston „Stoney” Wise (Kanada, Manitoba, Winnipeg, 1904. október 29. – Kanada, Brit Columbia,  Vancouver, 1984. szeptember 23.) olimpiai és világbajnok kanadai jégkorongozó.
A University of Manitoba hallgatója és játékosa volt 1921 és 1923 között. Ezután a Winnipeg Hockey Club lett klubcsapata és 1931-ben megnyerték az Allan-kupát, amiért a kanadai amatőr jégkorongcsapatok szálltak harcba. Ennek köszönhetően képviselhették Kanadát az 1932. évi téli olimpiai játékokon, a jégkorongtornán, Lake Placidban, mint a kanadai jégkorong-válogatott. Csak négy csapat indult. Oda-visszavágós rendszer volt. Az amerikaiakat legyőzték 2–1-re, majd 2–2-es döntetlent játszottak. A németeket 5–0-ra és 4–1-re győzték le, végül a lengyeleket 10–0-ra és 9–0-ra verték. Ez az olimpia világbajnokságnak is számított, ezért világbajnokok is lettek. 5 mérkőzésen játszott és 2 gólt ütött.
2004-ben beválasztották a Manitoba Sports Hall of Fame-be.